# 347 aC
El 347 aC va ser un any del calendari romà pre-julià. En temps de la República i de l'Imperi Romà, era conegut com a any del consolat de Torquat i Hipseu (o, més rarament, any 407 ab urbe condita o de la Fundació de Roma). L'ús del nom «347 aC» per referir-se a aquest any es remunta a l'alta edat mitjana, quan el sistema Anno Domini va ser el mètode de numeració dels anys més comú a Europa.

## Esdeveniments

### Antiga Grècia
- Falec, general de la Fòcida, no va aconseguir estabilitzar-se en el poder degut a les incursions del beocis a la Fòcida i dels focis a Beòcia, i el partit opositor el va acusar d'apropiar-se del tresor sagrat per propòsits privats, i per això va ser privat del comandament, encara que no va rebre cap altre càstig. Fins a l'any següent (346 aC) no va ser confirmat com a estrateg.[2]
- Hèrmies, tirà d'Atarneu, convida a Aristòtil i Xenòcrates de Calcedònia a la seva cort.[3]
- Lastenes, militar grec, és nomenat comandant de la cavalleria d'Olint quan Filip II de Macedònia ataca la ciutat. Quan en va tenir oportunitat, juntament amb Eutícrates, va entregar al rei de Macedònia un cos de 500 cavallers que van ser fets presoners sense resistència, minvant seriosament la capacitat defensiva d'Olint. L'any següent (346 aC) Filip conquereix la ciutat i tracta amb menyspreu els traïdors, que ja no necessita.[4]

### Antiga Roma
- Gai Plauci Vennó Hipseu i Tit Manli Imperiós Torquat són elegits cònsols. Es recorda el seu consolat per una llei de foenore, que establia la reducció de l'interès dels préstecs a la vigèsima quarta part de la suma deguda o el 4,16%.[5]

## Necrològiques
- Arquites de Tàrent, filòsof, matemàtic i general.[6]